# Interkontinentální pohár 1985
Dvacátý čtvrtý ročník Interkontinentálního poháru byl odehrán 8. prosince 1985 na Olympijském stadionu v Tokiu, kde se pravidelně hrál pravidelně již od roku 1980. Ve vzájemném zápase se střetli vítěz PMEZ v ročníku 1984/85 – Juventus FC a vítěz Poháru osvoboditelů v ročníku 1985 – Argentinos Juniors.

## Zápas
| 8. prosince 1985               |        |                       |                                                                |
| Juventus FC                    | 2 : 2  | Argentinos Juniors    | Olympijský stadion, Tokio diváci: 62.000 rozhodčí: Volker Roth |
| Platini 63' (pen.) Laudrup 56' | Report | 63' Ereros Castro 75' | Olympijský stadion, Tokio diváci: 62.000 rozhodčí: Volker Roth |

|                                     |       | Penaltový rozstřel          |  |
| Brio Cabrini Serena Laudrup Platini | 4 : 2 | Olguín Batista López Pavoni |  |

| Juventus FC | Argentinos Juniors |

| Muž zápasu: Platini (Juventus FC) |

## Vítěz
| Interkontinentální pohár 1985 Juventus FC (1. vítězství) Soupiska: Stefano Tacconi - Luciano Favero, Sergio Brio, Gaetano Scirea, Antonio Cabrini - Massimo Mauro, Massimo Bonini, Lionello Manfredonia, Michel Platini - Aldo Serena, Michael Laudrup Náhradníci: Luciano Bodini, Stefano Pioli, Gabriele Pin, Marco Pacione, Massimo Briaschi, Trenér: Giovanni Trapattoni |